# رالف بارنز
رالف بارنز (بالإنجليزية: Ralph Barnes) هو صحفي أمريكي، ولد في 14 يونيو 1899، وتوفي في 17 نوفمبر 1940.